# Фурма
Фурма (от персийски през турското hurma) се нарича сладкият плод на финиковата палма. Типичен за Средиземноморието и Западна Азия. С високо съдържание на въглехидрати (50 – 70% плодова захар), желязо, калий и фосфор.
Сушените фурми са много популярна разядка, особено характерна за Магреб. Сурови или сушени могат да се ползват за печива, конфитюри и подобни. От тях също така се прави и алкохол, употребяват ги и в народната медицина.
Поради високото ниво на захар в тях, те са перфектният заместител на сладки десерти. Фурмите съдържат високи количества вещества, полезни за човешкия организъм, включително магнезий, което спомага заздравяването на костите. Фурмите съдържат естествени влакна в себе си, което допринася за доброто храносмилане и предотвратява констипацията.